# Гай, Джеймс
Джеймс Гай (англ. James Guy; род. 26 ноября 1995, Бери, Северо-Западная Англия) — британский пловец, специализирующийся в плавании кролем. Трёхкратный олимпийский чемпион 2020 и 2024, трёхкратный серебряный призёр Олимпийских игр, шестикратный чемпион мира, шестикратный чемпион Европы, призёр чемпионата мира на короткой воде, чемпион Игр Содружества.

## Биография
В 2013 году на юниорском чемпионате Европы выиграл две золотых медали на дистанциях 200 м вольным стилем и в кролевой эстафете 4×200 метров, затем успешно дебютировал на взрослых международных соревнованиях, заняв пятое место на чемпионате мира в финале на дистанции 400 метров кролем и установив юниорский национальный рекорд. Джеймс успешно завершил сезон, выиграв 3 медали на юниорском чемпионате мира: серебро — на 200 и 400 метрах, золото — в эстафете 4×200 метров вольным стилем, установив рекорд чемпионатов.
В 2014 году выиграл 3 золотых медали на национальном чемпионате на дистанциях 200 и 400 метров вольным стилем и 200 м баттерфляем и установил национальный рекорд на 400 метрах, затем продолжил удачное выступление на международных соревнованиях среди взрослых, выиграв золотую и бронзовую медаль в составе сборной Англии. Осенью того же года британец выиграл
серебряную медаль на чемпионате мира в коротких бассейнах.
В 2015 году триумфально выступил на чемпионате мира, где выиграл две золотых и серебряную медали. Сначала британец стал вторым на дистанции 400 метров вольным стилем, уступив в упорной борьбе китайцу Сунь Яну и установив национальный рекорд на данной дистанции. Затем стал чемпионом мира на дистанции вдвое короче, взяв реванш у Сунь Яна и обновив рекорд страны. Потом Джеймс выиграл второе «золото» в эстафете 4×200 метров вольным стилем и первое в истории страны на этой дистанции, совершив мощнейший рывок на финише и отыграв около двух секунд у команды США.
В мае 2021 года на чемпионате Европы в Будапеште в составе эстафетной четвёрки Великобритании на дистанции 4 по 100 метров завоевал серебряную медаль. На следующий день в составе смешанной эстафеты 4 по 200 метров вольным стилем стал чемпионом Европы. В эстафете 4 по 100 метров вольным стилем стал серебряным призёром. На дистанции 100 метров баттерфляем завоевал бронзовую медаль, проплыв в финальном заплыве за 50,99 секунды.